# Hội nghị thượng đỉnh G20 2008 tại Washington D.C.
Hội nghị thượng đỉnh G20 về Thị trường Tài chánh và Kinh tế Thế giới tổ chức ngày thứ sáu và thứ bảy, 14-15 tháng 11 năm 2008, tại Washington D.C.. Các lãnh đạo 20 nền kinh tế lớn nhất thế giới (G20) sẽ tham dự để thảo luận những biện pháp nhằm thoát khỏi cuộc khủng hoảng tài chính toàn cầu, được cho là tồi tệ nhất kể từ thập niên 1930.

## Trước cuộc họp
Trước đó, cuộc gặp của Bộ trưởng Tài chính và Thống đốc ngân hàng trung ương G20 lần thứ 10 ở Sao Paulo, Brasil trong hai ngày 8 – 9 tháng 11 năm 2008 chuẩn bị các văn kiện cho Hội nghị cấp cao ở Washington DC, đã đưa ra tuyên bố, hệ thống tài chính toàn cầu cần được cải cách lại, cần sức mạnh phối hợp giữa các nền kinh tế để vượt qua cuộc khủng hoảng hiện tại.
Giải pháp tốt nhất được đưa ra là triệu tập Hội nghị thượng đỉnh G20, tổ chức được thành lập năm 1999, với mục đích ban đầu là kênh đối thoại giữa các nước công nghiệp phát triển và các nền kinh tế mới nổi. G20 chiếm 85% nền kinh tế thế giới và khoảng 2/3 dân số toàn cầu.
Phát biểu tại Sao Paolo, các đại diện đến từ những nền kinh tế mới nổi cho rằng, hệ thống tài chính thế giới được xác lập năm 1944 với thỏa thuận Bretton Woods, lập ra Quỹ tiền tệ quốc tế và Ngân hàng Thế giới, đã lỗi thời và cần được thay đổi để phù hợp với xu thế hiện đại, trong đó không thể bỏ qua vai trò quan trọng của các nền kinh tế mới nổi lên.
Họ đã sẵn sàng áp dụng những biện pháp khẩn cấp để kích thích tốc độ tăng trưởng nền kinh tế. Tiếp theo những nước công nghiệp phát triển, nhiều nước mới nổi đã giảm tỷ lệ lãi suất, tăng đầu tư nhà nước và bơm tiền vào hệ thống tài chính. Nga hứa chi 15% GDP để hỗ trợ lĩnh vực tài chính và ngành công nghiệp. Ngày 7 tháng 11 năm 2008 chính phủ Nga đã công bố kế hoạch trị giá 5,4 tỷ rúp (197,5 tỷ USD) cho mục đích này. Các nền kinh tế đang nổi lên khác như Brasil... cũng cam kết có những hành động tương tự để thúc đẩy thương mại và đầu tư.

## Cuộc họp

### Tham dự
G20 bao gồm nhóm 7 nước công nghiệp phát triển G7, các nước BRIC (Brasil, Nga, Ấn Độ và Trung Quốc), cộng thêm các nền kinh tế quan trọng khác: Úc, Indonesia và Thổ Nhĩ Kỳ, Argentina, Canada, Ấn Độ, Nhật Bản, México, Ả Rập Xê Út, Nam Phi, Nam Hàn, Hoa Kỳ và Liên hiệp châu Âu.

### Mục tiêu
Các nhà lãnh đạo châu Âu trong đó có tổng thống Pháp Nicholas Sarkozy và thủ tướng Anh Gordon Brown đã thúc giục G20 nhóm họp. Hai vị này tin rằng nguyên nhân của cuộc khủng hoảng tài chính toàn cầu là những thiếu sót trong quản lý tài chính, đặc biệt là tại Mỹ. Các lãnh đạo châu Âu muốn có hành động phối hợp hơn để hồi phục nền kinh tế thế giới, thông qua cắt giảm lãi suất và tăng cường chi tiêu chính phủ để đưa các nước thoát khỏi suy thoái. Người ta hy vọng rằng hội nghị G20 tại Washington sẽ thống nhất kế hoạch cho những đổi mới trong tương lai, trong đó có những thay đổi đối với các tổ chức quốc tế có nhiệm vụ quản lý nền kinh tế thế giới, như Quỹ tiền tệ quốc tế.

### Đạt được
Hội nghị tập trung vào sự cần thiết áp dụng những biện pháp ngắn hạn nhằm thúc đẩy nền kinh tế và hệ thống tài chính thế giới, trong đó có các biện pháp như tăng đảm bảo cho các ngân hàng và khả năng tăng chi tiêu chính phủ trên toàn thế giới. Các đại biểu bàn về cách bảo vệ những nền kinh tế nghèo hơn trên thế giới khỏi tác động của cuộc khủng hoảng. Quỹ tiền tệ quốc tế có thể được tăng cường vai trò trong quản lý những khủng hoảng trong tương lai như một hệ thống cảnh báo sớm. Do những lo ngại về tính ổn định của tiền tệ, ít có khả năng hội nghị G20 sẽ đạt được một thỏa thuận có thể tác động đến thị trường tiền tệ quốc tế.